# Maror

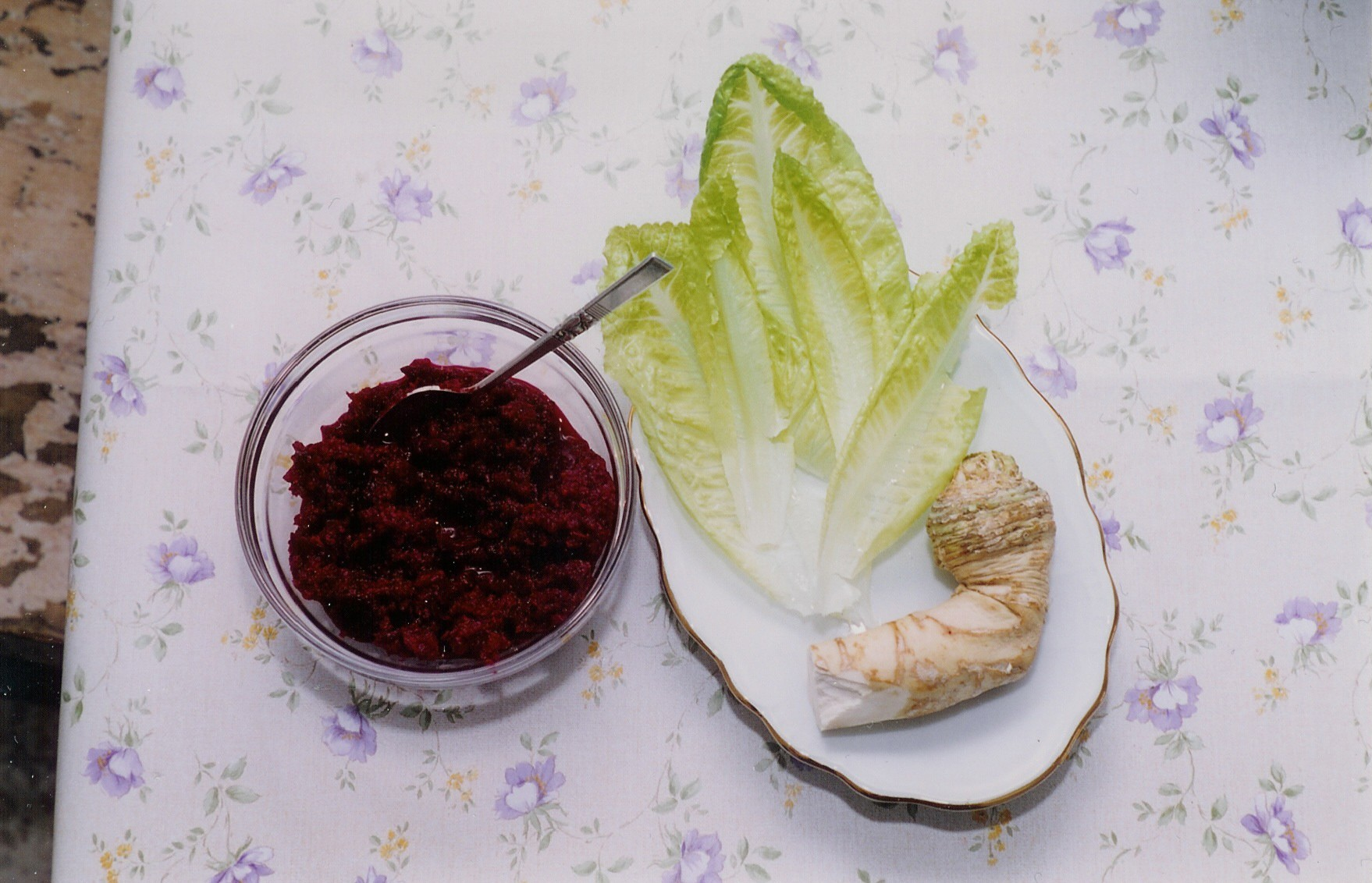
Geriebener Meerrettich, gemischt mit gekochten Rüben

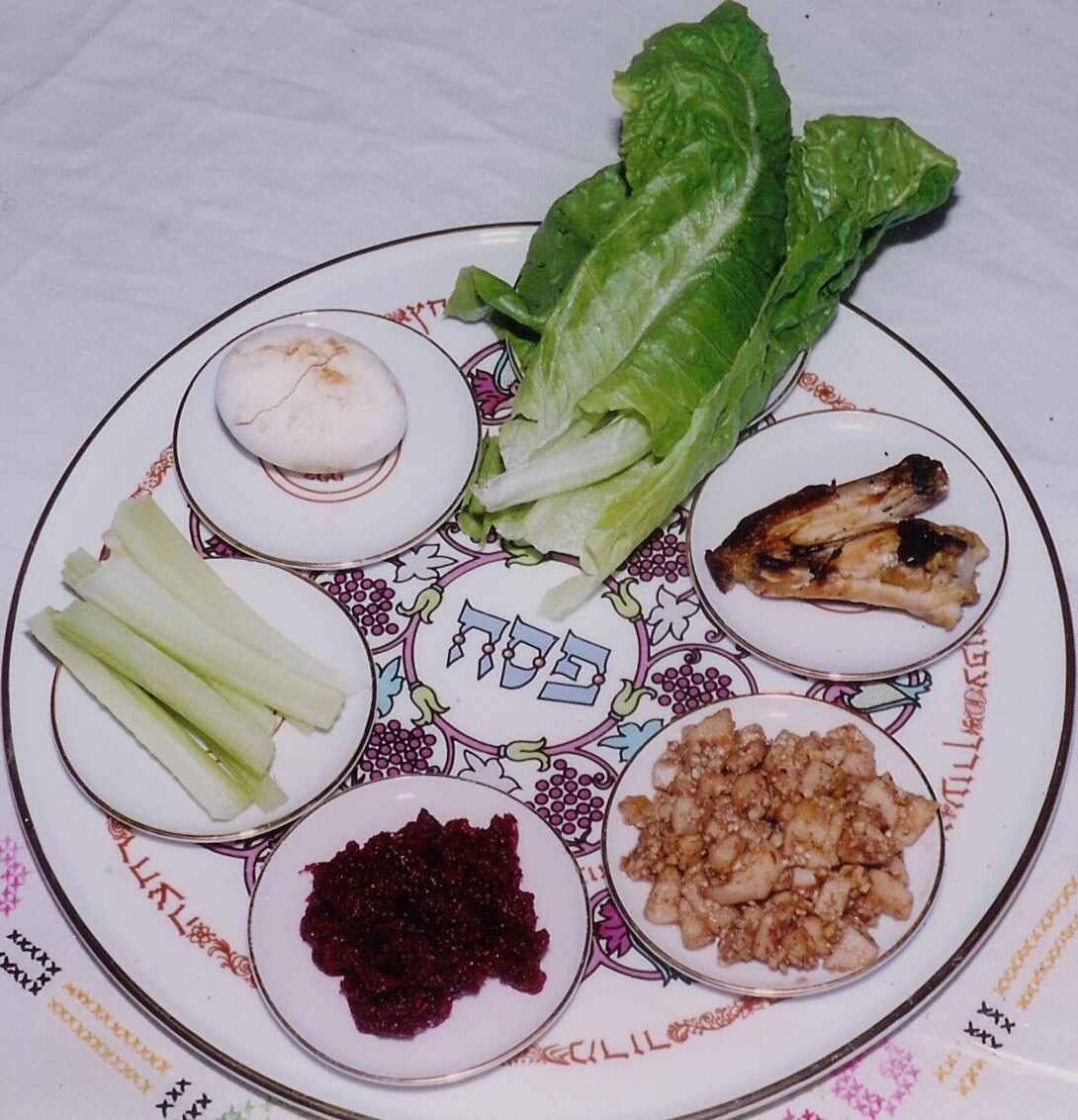
Der Sederteller im Uhrzeigersinn, oben beginnend: Maror, Seroa, Charosset, Chaseret, Karpas, Beitzah

Maror (מָרוֹר) bezeichnet die bitteren Kräuter, die am Seder an Pessach gegessen werden, was auf das biblische Gebot „Mit bitteren Kräutern sollen sie es essen“ beruht (Exodus 12: 8).

## Symbolik
Nach der Haggada, dem traditionellen Text, der am Sederabend rezitiert wird und die die Bräuche des Seders definiert, symbolisiert der Maror die Bitterkeit der Sklaverei im alten Ägypten. Der folgende Vers aus der Thora unterstreicht diese Symbolik: „Und sie verbitterten (ve-yimareru וימררו‎) ihr Leben mit harter Arbeit, mit Mörtel und mit Ziegeln“ (Exodus 1:14).

## Verwendung am Seder
Maror ist eines der sechs Lebensmittel, die auf dem Pessach-Seder-Teller platziert werden. In der Regel ist es Meerrettich, man kann auch Chicorée verwenden. Jeder Teilnehmer rezitiert einen bestimmten Segen über den Maror. Das Chaseret (חזרת Kraut) wird zusammen mit dem Maror gegessen und gehört ebenso wie die Matze zum „Pessach-Sandwich“, bei dem der Maror inmitten zweier Matzestücke in Form eines „Sandwiches“ gegessen wird. Es wird auch Hillel-Sandwich – nach dem berühmten Rabbiner Hillel aus der Zeit vor der Zerstörung des zweiten Tempels – genannt. Chaseret steht für das Exil, das für die Israeliten in bitterer Sklaverei endete. Dafür nimmt man Gartensalat (Lattich) mit glatten Blättern und bitteren Stängeln und Wurzeln.
Charosset ist der einzige süße Bestandteil auf dem Sederteller. Es steht als Symbol für den Lehm, aus dem Juden in der ägyptischen Knechtschaft Ziegel herstellen mussten. Charosset ist eine Mischung aus Früchten (Äpfel, Birnen, Datteln) und Nüssen. Man kann auch Zimt und Ingwer oder Wein hinzufügen. In das Charosset wird das Hillel-Sandwich getunkt.
Die Halacha (jüdisches Gesetz) schreibt die Mindestmenge an Maror vor, die gegessen werden muss, um die Mitzwa zu erfüllen – etwa das Volumen einer Olive.